# 神余隆博

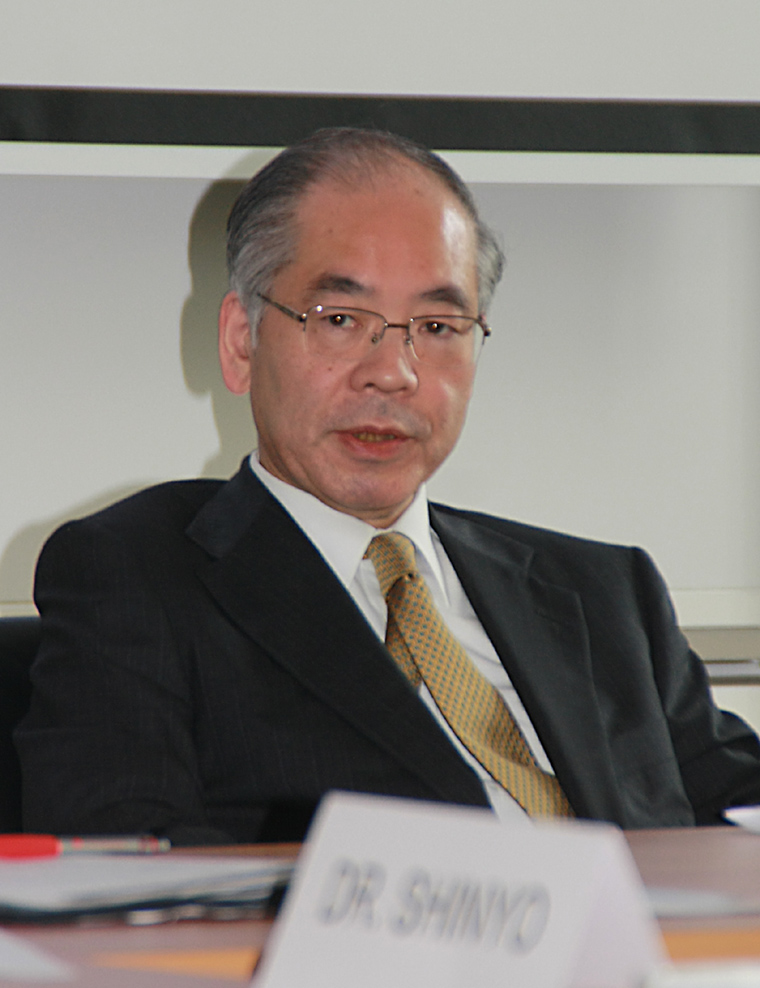
神余隆博（2011年撮影）

神余 隆博（しんよ たかひろ、1950年（昭和25年）1月11日 - ）は、日本の国際政治学者、外交官。大阪大学教授、国際連合日本政府代表部次席代表特命全権大使、ドイツ駐箚特命全権大使を経て、2012年より関西学院大学教授・副学長を務めた。博士（法学）。2024年、瑞宝中綬章受章。

## 経歴・人物
香川県仲多度郡琴平町出身。大阪大学法学部に入学。阪大法学部では英語研究会（ESS）と川島慶雄の国際法のゼミに所属。英語研究会（ESS）の先輩である藪中三十二が外務省に入省したことに刺激を受け、阪大法学部在学中に外務公務員採用上級試験を受験。合格し、1972年（昭和47年）阪大を卒業し外務省に入省した。
- 1973年（昭和48年） ドイツゲッティンゲン大学に留学
- 1975年（昭和50年） 駐スイス大使館、駐中国大使館勤務
- 1987年（昭和62年） 駐独大使館参事官
- 1989年（平成元年） 国際連合局軍縮課長
- 1991年（平成3年） 国際連合局国連政策課長
- 1993年（平成5年） 大阪大学教授に出向
- 1996年（平成8年） 駐独公使、大阪大学より博士（法学）の学位を取得（博士論文「新国連論国際平和のための国連という日本の役割」）
- 1999年（平成11年） 欧亜局審議官
- 2001年（平成13年） 欧州局審議官
- 2002年（平成14年） デュッセルドルフ総領事
- 2005年（平成17年） 外務省国際社会協力部長
- 2006年（平成18年） 国際連合日本政府代表部特命全権大使
- 2008年（平成20年）8月　ドイツ連邦共和国駐箚特命全権大使[3]
- 2012年（平成24年）3月　退職
- 2012年（平成24年）4月 関西学院大学副学長・国際戦略本部長・学長直属教授
- 2013年（平成25年）2月　特定非営利活動法人Malaria No More Japan理事長

外交官のかたわら、以下の大学で教壇に立ち、国際関係の講座を持った。
- 1992-96年 　立命館大学大学院国際関係研究科客員教授
- 1993-96年 　大阪大学法学部・大学院国際公共政策研究科教授
- 1999-2001年 　東京大学大学院総合文化研究科客員教授
- 2003年 　デュッセルドルフ大学客員教授（夏学期）
- 2012年-　関西学院大学教授・副学長（国際戦略本部長）
- 2021年 - 京都芸術大学京都国際平和構築センター評議員[4]

## 同期
- 天野之弥（09年国際原子力機関事務局長・05年在ウィーン国際機関日本政府代表部大使）
- 小松一郎（13年内閣法制局長官・11年駐フランス大使・08年駐スイス大使・05年外務省国際法局長・03年外務省欧州局長）
- 武藤正敏（10年駐韓大使・07年駐クウェート大使）
- 小島誠二（12年関西担当大使・10年駐タイ大使・09年儀典長・08年科学技術協力担当大使・06年駐パキスタン大使）
- 高橋文明（09年駐スペイン大使・03年駐カンボジア大使）
- 野本佳夫（08年駐スロバキア大使）
- 石栗勉（京都外国語大学教授・国連アジア太平洋平和軍縮センター所長）
- 石川薫（日本国際フォーラム研究本部長・10年駐カナダ大使・07年駐エジプト大使・05年外務省経済局長）
- 伊藤誠（10年駐ブルガリア大使・06年駐タンザニア大使）
- 近藤誠一（10年文化庁長官・08年駐デンマーク大使・06年ユネスコ大使）
- 橋広治（10年駐パプアニューギニア大使）
- 峯村保雄（11年駐エルサルバドル大使）
- 肥塚隆（13年迎賓館長・10年駐オランダ大使・07年宮内庁式部副長・04年駐ホンジュラス大使）
- 山口英一（10年駐バチカン大使・07年駐コスタリカ大使）
- 横田順子（10年駐ラオス大使）
- 佐藤英夫（11年駐イスラエル大使・09年駐バーレーン大使・08年駐アフガニスタン大使）
- 二階尚人（14年駐チリ大使・11年駐ガーナ大使）
- 松原昭（12年駐マリ大使）
- 荒木喜代志（11年駐トルコ大使・09年COP10担当大使・08年国際テロ対策担当大使）

## 著作
- 『多極化世界の日本外交戦略』（朝日選書）
- 『国際危機と日本外交』
- 『国際平和協力入門』